# Microfalculidae
Microfalculidae is een familie van springstaarten en telt 1 beschreven soort.

## Taxonomie
- Geslacht Microfalcula - Massoud & Betsch, 1966
  - Microfalcula delamarei - Massoud & Betsch, 1966